# Kitty White
Kitty White (eigentlich Kitty Jean Bilbrew, * 7. Juli 1923 in Los Angeles, Kalifornien; † 11. August 2009 in Palm Springs, Kalifornien) war eine US-amerikanische Jazzsängerin, die vor allem durch ihre Filmauftritte einem breiteren Publikum bekannt wurde.

## Leben und Wirken
White wuchs in einer musikalischen Familie auf; ihre Eltern waren Sänger, und ihr Onkel trat im Vaudeville auf. Ihre Karriere begann sie im Alter von drei Jahren, als sie mit ihrer Zwillingsschwester Maudie im Vaudeville auftrat. Mit 16 Jahren trat sie als Sängerin und Pianistin in lokalen Nachtclubs in Los Angeles auf. White machte Ende der 1940er-Jahre erste Plattenaufnahmen für Capitol mit dem Dave Cavanaugh Orchestra (u. a. mit Harry Parr Jones, Benny Carter, Maxwell Davis), Anfang der 1950er-Jahre mit Jerry Gray. 1951 nahm sie für Decca unter eigenem Namen auf, begleitet vom Sonny Burke Orchestra (Paradise). 1954 entstand das Album A Moment of Love (Pacific Jazz Records mit Bud Shank und Corky Hale) gefolgt von einer Reihe von Singles und dem Album A New Voice in Jazz (mit Georgie Auld, Gerald Wiggins, Barney Kessel, Red Callender, Chico Hamilton) für Mercury bzw. EmArcy Records. 1957 folgte das Album Newborn, an dem Buddy Collette, Laurindo Almeida und Red Mitchell mitwirkten, im folgenden Jahr Sweet Talk mit den Benny Carter All Stars (u. a. mit Sweets Edison, Larry Bunker, Jimmy Rowles). Letzte Aufnahmen entstanden 1965 in Paris mit Arrangements von Art Simmons und einer Begleitband aus Musikern wie Sonny Grey, Johnny Griffin, Hal Singer, Jean-Louis Chautemps, Dexter Gordon, Pierre Cullaz, Jimmy Woode, Michel Gaudry, Kenny Clarke. Im Bereich des Jazz war sie zwischen 1949 und 1965 an 22 Aufnahmesessions beteiligt.
Kitty White wirkte außerdem ab 1953 bei einigen Hollywood-Filmen mit, für Sally Jane Bruce lieh sie die Stimme beim „The Lullaby Song“ in Charles Laughtons Thriller Die Nacht des Jägers (1955). Mit Elvis Presley sang sie „Crawfish“ in Mein Leben ist der Rhythmus (King Creole, 1958).